# De tre musketörerna (operett)
De tre musketörerna (Tyska: Die drei Musketiere) är en operett i två akter (15 bilder) med musik av Ralph Benatzky och libretto av Rudolf Schanzer och Ernst Welisch efter romanen av Alexander Dumas d.ä.. Den hade premiär den 31 augusti 1929 på Großes Schauspielhaus i Berlin.

## Historia
1928 hade Rudolf Friml gjort en romantisk äventyrsoperett på Broadway av romanen De tre musketörerna. Troligtvis nådde ryktet om den föreställningen Benatzky och inspirerade honom till Die drei Musketiere som sattes upp 1929 som ett stort brokigt spektakel på den väldiga berlinscenen Großes Schauspielhaus. Underrubriken var "ett spel från en romantisk tid med musik av igår och idag, efter motiv från Alexander Dumas". Librettisterna hade handskats tämligen fritt med den gamla klassikern. Athos letar man till exempel förgäves efter i den här versionen, där i stället hjälten d'Artagnan får bli en av de tre musketörerna. Musiken är mycket omfångsrik och omfattar inte mindre än 40 nummer men Benatzky tog hjälp av flera av de gamla mästarna från förra seklet som Franz Schubert och Daniel Auber, och för operettens stora marschschlager hade han lierat sig med filmkompositören Hugo Riesenfeld.
I december 1931 kom operetten till Sverige och spelades första gången på Hippodromen i Malmö med Edvard Persson i rollen som den rundlagde Porthos. På Oscarsteatern i Stockholm 1933 hade Margit Rosengren en praktroll som Leona de Castro, kardinal Richelieus älskarinna.

## Personer
- Drottning Anna, regent över Frankrike (Sopran)
- D’Artagnan, musketör (Tenor)
- Porthos, musketör (Tenor)
- Aramis, musketör (Tenorbuffo)
- Leona de Castro (Sopran)
- Miotte, mjölnardotter (Subrett)
- Kung Ludvig XIV, 13-årig (Mezzosopran)
- Manon, Kardinalens brorsdotter (Subrett)
- Kardinalen (Skådespelare)
- Pater Ignotus alias Bettler von St. Eustache (Skådespelare)
- Caramel, sockerbagare (Skådespelare)
- Laredo, zigenare (hög Tenor)
- Brissard, kryddhandlare (Tenor)
- Hans fru (Mezzosopran)
- Översten för Kardinalsgardet (Tenor)